# José Arbulú
 José Víctor Arbulú Zumáeta  es un músico,  compositor y productor peruano. Tiene una larga trayectoria musical la cual empieza en 1987 cuando forma la banda de rock subterráneo Cadena Perpetua para en 1994 cambiarse de nombre por los Vagabundos, la banda entró en receso en enero de 1996. Para noviembre de 1996 junto a  Luis Callirgos  y Pedro Solano formarían Cementerio Club, donde es cantante y bajista. Y la cual obtuvo un premio MTV en 2004.

## Inicios musicales
Su primera banda oficial se llamó Cadena Perpetua (1987 – 1993),  de estilo rock gótico y rock subterráneo, del cual solo hay un CD de una presentación en vivo de la banda. Luego se cambiaría el nombre por el de Los Vagabundos (1994 – 1996), banda con la cual grabó un álbum titulado No puedo esperar, bajo la producción de Raúl Romero.

## Carrera con Cementerio Club
En 1996 junto a Luis Callirgos  y Pedro Solano forman  Cementerio Club.
En 1998 lanzan su primera producción de estudio titulada homónimamente Cementerio Club.
En 2000 lanzan su segunda producción de estudio titulada Cerca. 
En 2003 lanzan su tercera producción de estudio titulada Vacaciones en Mediocielo, la cual tendría un éxito internacional en cadenas como MTV entre otras. En 2004 los MTV Video Music Awards Latinoamérica 2004 junto a Cementerio Club obtendría el premio a Mejor Artista Nuevo. En 2007 lanzan su cuarta producción de estudio titulada Bailando en el muladar. En febrero de 2008, la banda es nominada como Mejor banda de rock en los Premios APDAYC. El 14 de noviembre de 2008 la banda participa del Lima Hot Festival donde comparten escenario con R.E.M. y Travis. En 2010, la banda como adelanto de su próxima producción lanza dos sencillos titulados "Luces de neón" y "Llevas mi fé".

## Como solista
Cementerio Club ha decidido sacar discos solistas de sus cuatro integrantes, los cuales han ido apareciendo periódicamente a lo largo del 2006, para finalizar la entrega con un empaque especial que agrupe el box set bajo el nombre de Cementerio Club: Colección solistas. 
El primero en entregar material fue José Arbulú, quien lanzó su disco en enero de 2006 Libres, que cuenta con 14 temas propios un lado más personal e íntimo de la voz y bajo de Cementerio Club. 
En diciembre de 2010 anuncia el lanzamiento de su nuevo disco como solista titulado Salta y que sería lanzado en tres partes. 
En marzo de 2011 lanza la primera parte de esta trilogía titulada Salta: Espíritu azul. Fue presentada en distintos sets tanto de televisión como de internet.En 2012 se lanzó la segunda parte llamada Salta: Rebelión y la tercera en 2013 llamada Salta: Halcón. En 2020 lanzó un nuevo álbum llamado Días de Campo y un EP llamado Imagica.

### Discografía
- Libres (2006)
- Salta (Espíritu Azul) (2010)
- Salta (Rebelión) (2012)
- Salta (Halcón) (2013)
- Días de Campo (2020)
- Imagica (2020)